# Masarykův okruh

Schéma současného okruhu

Masarykův okruh je závodní okruh na západním okraji města Brna, určený pro automobilové a motocyklové závody. Nynější automotodrom byl vybudován v letech 1985–1987 v Podkomorských lesích. Většina trati se rozkládá na katastrálním území městské části Brno-Žebětín, přičemž start a blízké zázemí jsou součástí přilehlého městyse Ostrovačice. 
Tento specializovaný okruh nahradil původní příměstskou brněnskou závodní dráhu vedenou po běžných silnicích, na které se závodilo od třicátých let 20. století.
Automotodrom hostí několik závodů automobilů i motocyklů. Do roku 2020 se na okruhu konal závod Grand Prix České republiky, který byl zařazen do seriálu mistrovství světa silničních motocyklů (MotoGP). Roku 2025 bylo pořádání Grand Prix ČR v rámci MotoGP znovu obnoveno.

Vývoj tras Masarykova okruhu

## Základní údaje

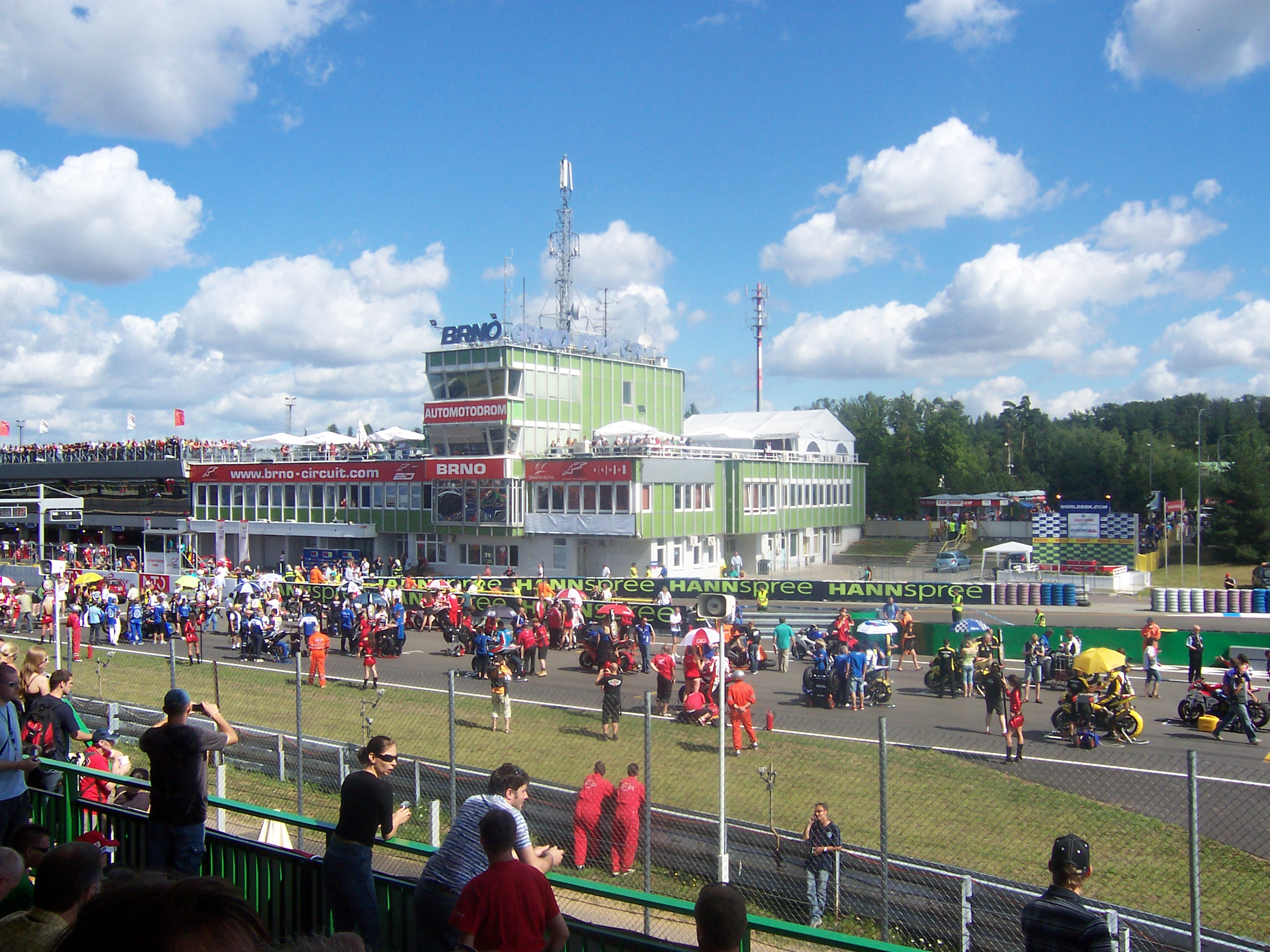
Startovní rošt při začátku Závodu superbiků v roce 2008

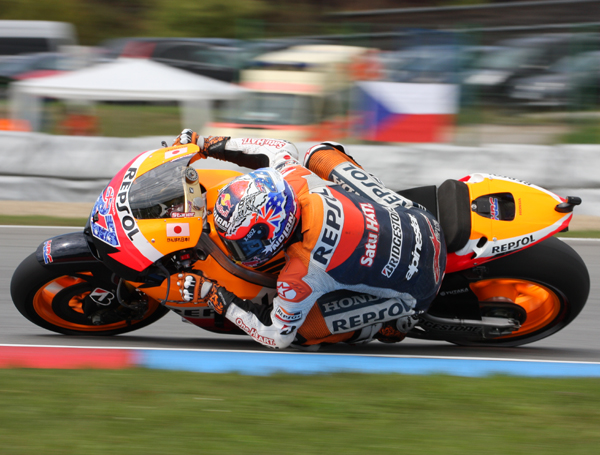
Casey Stoner během MotoGP na brněnském okruhu (2007)

### Současné parametry okruhu
| Délka            | 5 403,19 m                        |
| Šířka            | 15 m                              |
| Zatáčky          | 14 (6 levých, 8 pravých)          |
| Poloměr zatáček  | minimální 50 m                    |
| Poloměr zatáček  | maximální 300 m                   |
| Přímé úseky      | počet: 13                         |
| Přímé úseky      | minimální délka: 35,00 m          |
| Přímé úseky      | maximální délka: 636,56 m         |
| Stoupání         | maximální 7,5%, na délce 917,00 m |
| Klesání          | maximální 5%, na délce 410,00 m   |
| Výškový rozdíl   | 73,75 m                           |
| Nadmořská výška: | 450 m                             |

### Traťové rekordy
Držitelem současného oficiálního traťového rekordu napříč kategoriemi je s časem 1:36,065 Rakušan Ingo Gerstl. Rekord zajel 10. září 2017 s historickým vozem Formule 1 Toro Rosso STR1 v rámci závodu série BOSS GP.

## Historie

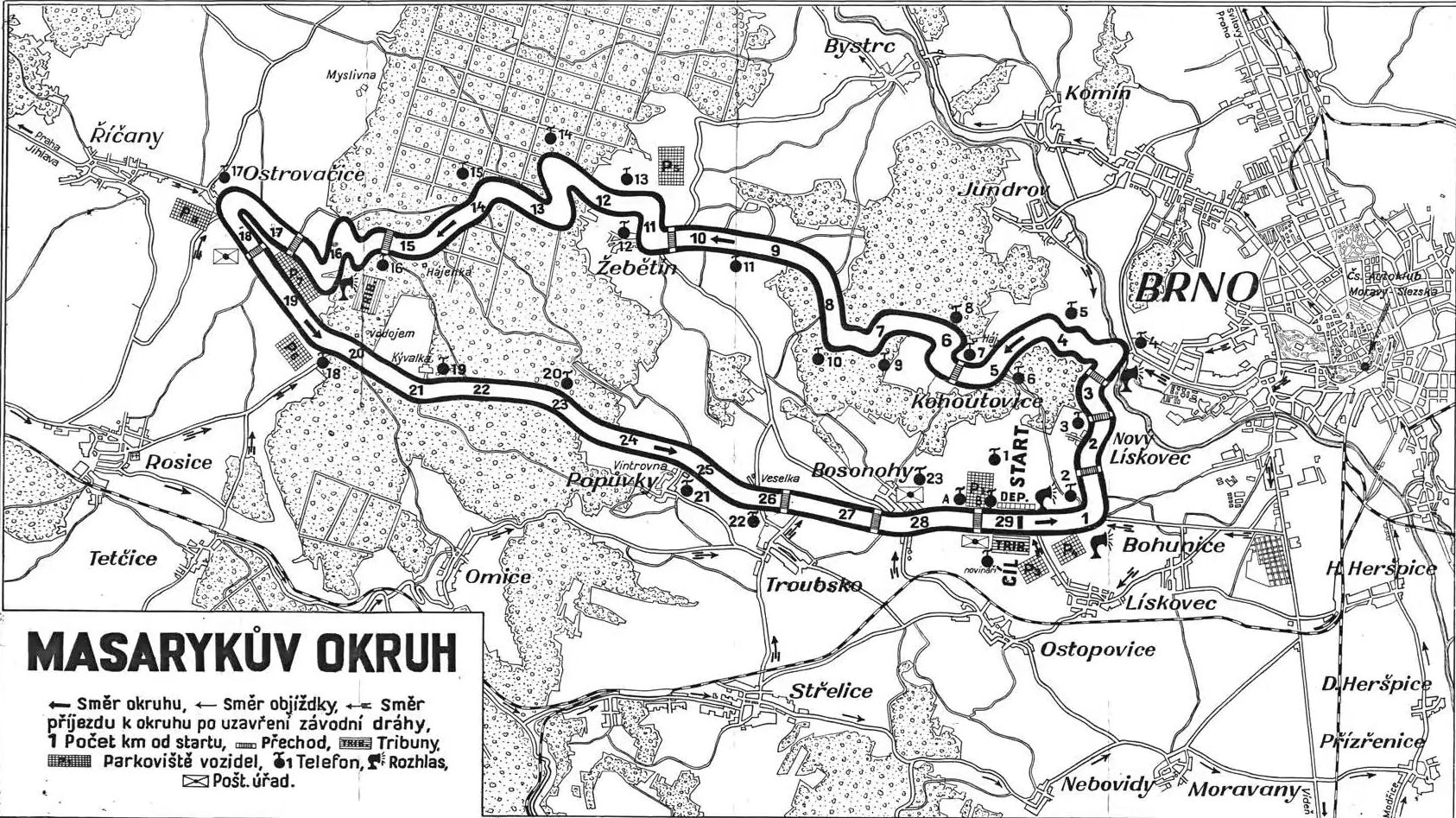
Masarykův okruh (1930-1937)

### 1930–1937

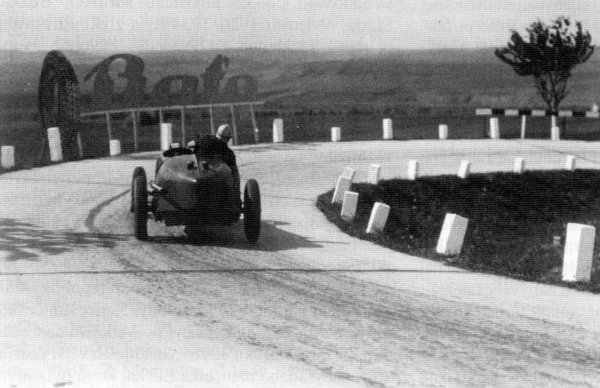
Masarykův okruh 30. léta 20. století

Závody na starém Masarykově okruhu se v Brně jezdily od roku 1930 na trase Bosonohy-Nový Lískovec–Pisárky–Kohoutovice–Žebětín–Ostrovačice–Veselka–Bosonohy a jedno kolo měřilo 29,194 km. Okruh, který byl sestaven ze tří běžně používaných silnic, dokázali dělníci zbudovat za necelého půl roku. Výstavba stála téměř šest milionů korun československých a finanční záštitu nad stavbou převzala prezidentská kancelář. Už v roce 1929 souhlasil prezident Tomáš Garrigue Masaryk se žádostí, aby chystaný závodní okruh nesl jeho jméno. Při tvorbě okruhu se autoři inspirovali především německým Nürburgringem. A to přesto, že významnou iniciátorku myšlenky brněnského okruhu Elišku Junkovou, legendární automobilovou jezdkyni, postihla právě na Nürburgringu osobní tragédie, když na něm smrtelně havaroval její manžel Čeněk Junek. Byla členkou organizačního výboru a jejím úkolem bylo mj. získávat nejlepší jezdce pro start na brněnském okruhu.

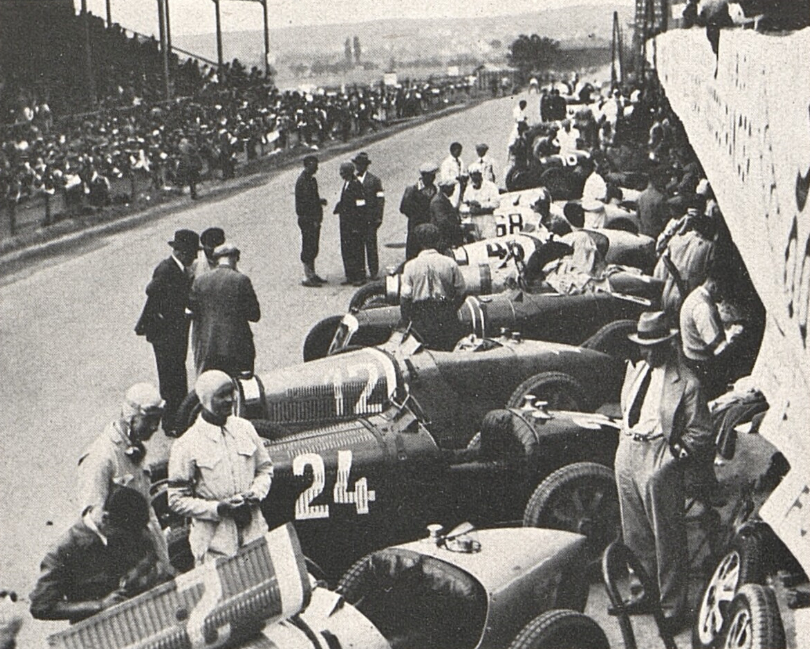
Masarykův okruh (1932)

První závod na silničním okruhu u Brna se konal 28. 9. 1930 a zahájil tak slavnou éru automobilových závodů na Masarykově okruhu v letech 1930–1937, kterých se účastnila světová elita automobilových závodníků a patřily do série Grand Prix automobilů. Velkou cenu Československa jezdily vozy slabší třídy (do 1,5 litru) na 15 kol (437,130 km), silnější na 17 kol (495,414 km). V prvním závodu zvítězil Heinrich-Joachim von Morgen na Bugatti 35 za 4:54.13,6 hod. (průměr přes 101 km/hod.). Závodu přihlíželo více než 100 000 diváků a účastnili se jej přední světoví závodníci, mj. Tazio Nuvolari, Rudolf Caracciola a další i domácí jezdci.

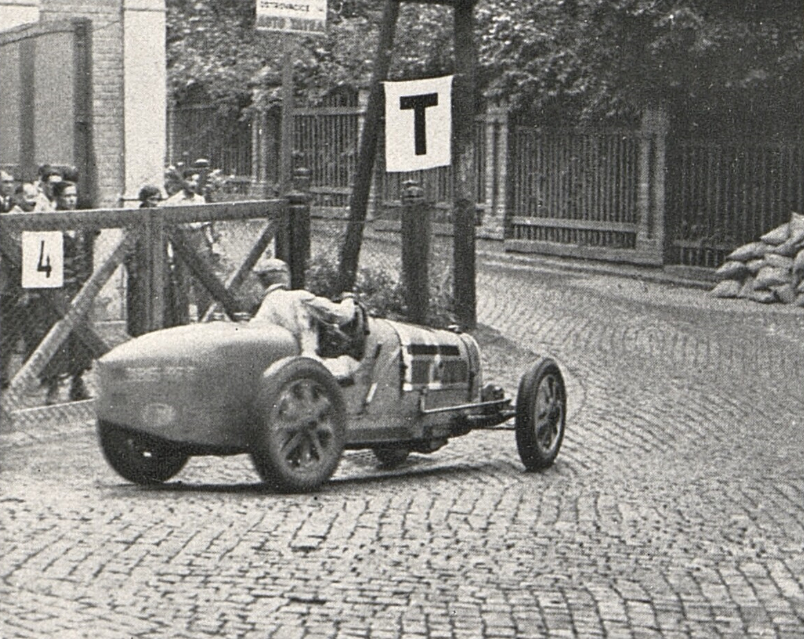
Masarykův okruh, vítěz Louis Chiron na Bugatti. Projíždí zatáčku v Pisárkách (1932)

V III. ročníku (4. 9. 1932) poprvé startovala také žena – Francouzka Anne-Cecile Rose Itierová. Závod, který se jel za deště, však nedojela pro poruchu motoru.

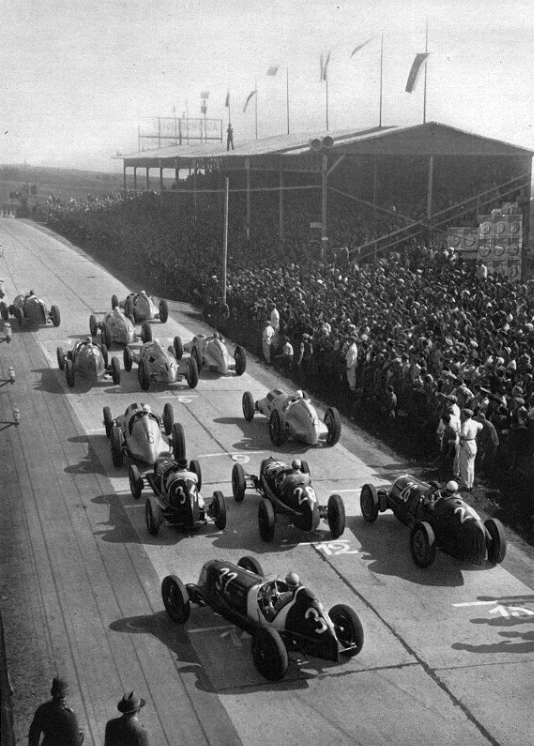
Masarykův okruh, start závodu silnější kategorie 1937

IV. ročníku závodu (17. 9. 1933) se účastnil rekordní počet startujících ze všech 7 meziválečných ročníků – 44 jezdců, z toho 21 v silnější kategorii. Třetího vítězství v řadě za sebou dosáhl monacký závodník Louis Chiron časem 4:50:22,8 hodin. To jel na voze Alfa Romeo Tipo B/P3. Od té doby se zaužívalo nejen na Brněnsku úsloví: Jedeš jako Širón ... 

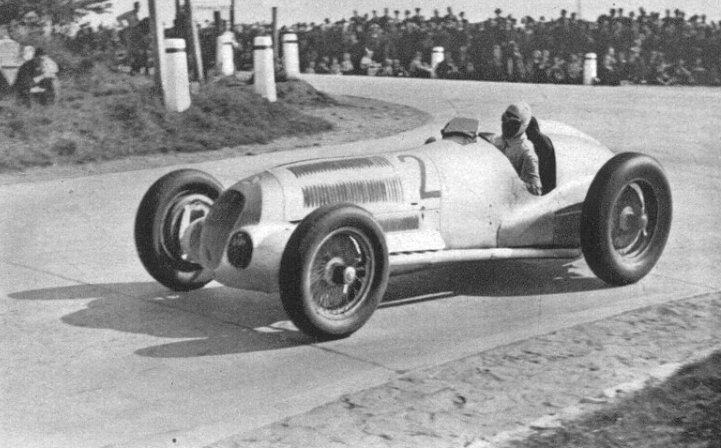
Masarykův okruh, vítěz Rudolf Caracciola na Mercedes-Benz (1937)

První oběť na životě si vyžádal Masarykův okruh 28. září 1934 – v ranních hodinách při neoficiálním pátečním tréninku zahynul v zatáčce u Ostrovačic jezdec Josef Brázdil z Bratislavy (původem z Holešova) v troskách svého nového vozu Maserati 6C-34. V lesích mezi Ostrovačicemi a Žebětínem se stala další tragická událost v roce 1937. Při havárii Němce Hermanna Langa přišli o život dva diváci a jedenáct jich bylo zraněno. Automobilových závodů se v meziválečném období jelo na Masarykově okruhu celkem 7 ročníků. V roce 1936 se závod kvůli organizačním problémům nekonal, neuskutečnil se už ani 8. ročník, původně plánovaný na 25. září 1938. V posledním konaném ročníku před II. světovou válkou 26. září 1937 zvítězil Rudolf Caracciola na Mercedes-Benz W 125. Na Masarykově okruhu v Brně měl Caracciola vždy smůlu. Startoval zde čtyřikrát a nikdy nedojel (1930, 1931, 1934, 1935). Až v roce 1937, při 5. startu, protrhl smůlu a v posledním, předválečném závodě typu Grand Prix na starém brněnském okruhu vyhrál.

#### Vítězové závodů automobilů
| Rok  | Pilot                       | Automobil            | Průběh a výsledky | Název závodu              |
| ---- | --------------------------- | -------------------- | ----------------- | ------------------------- |
| 1930 | Heinrich-Joachim von Morgen | Bugatti Type 35      | Report 1930       | 1. Masarykův okruh        |
| 1931 | Louis Chiron                | Bugatti Type 51      | Report 1931       | 2. Masarykův okruh        |
| 1932 | Louis Chiron                | Bugatti Type 51      | Report 1932       | 3. Masarykův okruh        |
| 1933 | Louis Chiron                | Alfa Romeo Tipo B/P3 | Report 1933       | 4. Masarykův okruh        |
| 1934 | Hans Stuck                  | Auto Union Type A    | Report 1934       | 5. Masarykův okruh        |
| 1935 | Bernd Rosemeyer             | Auto Union Type B    | Report 1935       | Velká cena Masarykova     |
| 1937 | Rudolf Caracciola           | Mercedes-Benz W 125  | Report 1937       | Velká cena Masarykova     |
|      |                             |                      |                   |                           |
| 1949 | Peter Whitehead             | Ferrari 125          | Report 1949       | Velká cena Československa |

### 1949–1963
V tomto období se jezdilo na okruhu zkráceném na délku 17,801 km a byl také změněn směr jízdy. Okruh měl 35 levých a 38 pravých zatáček, převýšení bylo 171 m.
25. září 1949 se závod jel poprvé a naposledy v Československu v rámci Grand Prix automobilů. Tu tehdy sledovalo rekordních 380 tisíc diváků. Vítězem tohoto závodu se stal britský závodník Peter Whitehead na voze Ferrari. V prvním kole závodu v jedné ze zatáček nebezpečně havaroval legendární italský jezdec Giuseppe Farina, který se následující rok stal prvním vítězem seriálu Formule 1. Nehoda si vyžádala dvě oběti a 10 zranění z řad diváků. Tato zatáčka dodnes nese Farinovo jméno. Jednalo se o poslední závod této kategorie v Brně, neboť do nově vzniklého ročníku formule 1 již Masarykův okruh zařazen nebyl.
Při Farinově nehodě se zranil také další jezdec – thajský princ B. Bira, který zde jel už v roce 1937 – a byl převezen do brněnské nemocnice. Prince děsila vidina, že zůstane v „rudé“ nemocnici, obával se o život, vědom si toho, co komunisté učinili zejména carské rodině. Přes odpor lékařů trval na propuštění a nechal se v noci odvézt do Vídně. Na hranicích se ale zjistilo, že nemá u sebe cestovní pas, nechal ho schovaný v hotelu za obrazem. Takže cesta zpátky do Brna pro pas a znovu na rakouské hranice. Druhý den pak z Vídně vlakem do Curychu, kde mu švýcarští lékaři potvrdili, že zranění bylo v Brně perfektně ošetřeno.
V roce 1950 se na trati jela novinka v automobilovém sportu u nás – vytrvalostní dvanáctihodinový závod cestovních a sportovních automobilů. Jemu však o týden dříve předcházela Velká cena Československa, která se konala 24. září 1950. Zahraniční jezdci nebyli pozváni. V kategorii závodních vozů (bez rozdílu objemu válců) zvítězil Václav Hovorka na Uhrově Maserati 6CM 1500 s kompresorem před Brunem Sojkou na monopostu Tatra 607 a Václavem Bobkem na Škoda 1100 Supersport s kompresorem. Od stejného roku se začínají na okruhu objevovat i motocyklové závody. Prvním vítězem závodu motorek dlouhého 267 km (15 kol) byl ve třídě 500 cm³ Antonín Vitvar na Nortonu, který ovládl první tři ročníky. V roce 1951 se závod nekonal a od roku 1952 se v Brně jezdil Závod družby národů. V roce 1954 se v závodě dvěstěpadesátek poprvé postavil na stupínek nejvyšší legendární František Šťastný. Ten v Brně zvítězil celkem osmkrát – dvakrát vyhrál 250 cm³, pětkrát 350 cm³ a jednou 500 cm³.
V roce 1956 dostává další úsek Masarykova okruhu konkrétní pojmenování, kde havaroval a svým zraněním na místě podlehl německý jezdec Hans Baltisberger. Místo se nachází kousek pod Farinovou zatáčkou při jízdě směrem do Kohoutovic od staré dálnice. Tragické drama, které se zde odehrálo, motivovalo Bohumila Hrabala k napsání sugestivní povídky „Smrt pana Baltisbergera“.
Mezi lety 1952 a 1964 se Velká cena z politických důvodů jezdila pod názvem Závod družby národů. Na tradici automobilových závodu navázaly v roce 1962 monoposty Formule Junior, za jejichž volanty seděli piloti, kteří o několik roků později patřili mezi přední světové závodníky – např. Rakušan Jochen Rindt, Francouz Jean-Louis Schlesser a další.

### 1964–1986
V roce 1964 byl Masarykův okruh zkrácen vypuštěním úseku přes Žebětín a již třetí podoba trati tak měřila 13,941 km. Okruh dostal nový, hrubozrnný asfaltový povrch, bílé pruhy po stranách silnice. Byly odstraněny nebezpečné předměty v jeho okolí a vybudovány byly také podchody pod silnicí pro diváky.
V roce 1965 se název Masarykův okruh poprvé zapsal do kalendáře Mistrovství světa silničních motocyklů. O rok později dosáhl britský jezdec Mike Hailwood vítězství ve třech třídách – 250, 350, 500 cm³ – na motocyklech Honda. Od roku 1970 se k sólo jezdcům přidali sajdkáristé. V roce 1975 prodělal okruh další radikální přestavbu. Byl vynechán úsek přes Kohoutovice, Pisárky, Nový Lískovec. Délka se snížila na 10,925 km. Za výjezdem z lesa se na vrcholu ulice Žebětínská trať točila doprava na nový úsek. Následovala dlouhá, táhlá levá zatáčka na sídlišti Kohoutovice a navazovala na prudký sjezd kolem Myslivny do prostoru startu a cíle v Bosonohách. Tyto závody se jezdily v Brně až do roku 1982, kdy přes zkrácení tratě nebyli brněnští organizátoři už dále schopni držet krok se stále přísnějšími bezpečnostními požadavky FIM. Brno zůstalo již posledním přírodním okruhem v seriálu MS a přišlo o homologaci pro tyto závody. Další rok se brněnský závod jel už jen jako mistrovství Evropy. Poslední závod na starém okruhu se jel v roce 1986.

#### Vítězové Grand Prix Československa motocyklů (1965–1982)
| Rok  | 80 cc           | 125 cc            | 250 cc          | 350 cc             | 500 cc           |
| ---- | --------------- | ----------------- | --------------- | ------------------ | ---------------- |
| 1965 |                 | Frank Perris      | Phil Read       | Jim Redman         | Mike Hailwood    |
| 1966 |                 | Luigi Taveri      | Mike Hailwood   | Mike Hailwood      | Mike Hailwood    |
| 1967 |                 | Bill Ivy          | Phil Read       | Mike Hailwood      | Mike Hailwood    |
| 1968 |                 | Phil Read         | Phil Read       | Giacomo Agostini   | Giacomo Agostini |
| 1969 | Paul Lodewijkx  | Dave Simmonds     | Renzo Pasolini  | Giacomo Agostini   | Giacomo Agostini |
| 1970 | Aalt Toersen    | Gilberto Parlotti | Kel Carruthers  | Giacomo Agostini   |                  |
| 1971 | Barry Sheene    | Angel Nieto       | János Drapál    | Jarno Saarinen     |                  |
| 1972 |                 | Börje Jansson     | Jarno Saarinen  | Jarno Saarinen     | Giacomo Agostini |
| 1973 |                 | Otello Buscherini | Dieter Braun    | Teuvo Länsivuori   | Giacomo Agostini |
| 1974 | Henk van Kessel | Kent Andersson    | Walter Villa    |                    | Phil Read        |
| 1975 |                 | Leif Gustafsson   | Michel Rougerie | Otello Buscherini  | Phil Read        |
| 1976 |                 |                   | Walter Villa    | Walter Villa       | John Newbold     |
| 1977 |                 |                   | Franco Uncini   | Johnny Cecotto     | Johnny Cecotto   |
| 1978 | Ricardo Tormo   |                   | Kork Ballington | Kork Ballington    |                  |
| 1979 |                 | Guy Bertin        | Kork Ballington | Kork Ballington    |                  |
| 1980 |                 | Guy Bertin        | Anton Mang      | Anton Mang         |                  |
| 1981 | Theo Timmer     |                   | Anton Mang      | Anton Mang         |                  |
| 1982 |                 | Eugenio Lazzarini | Carlos Lavado   | Didier de Radiguès |                  |

#### Vítězové Grand Prix Brno závodu EP (1968-1969), ME (1970-1986) a MS (1987) cestovních automobilů

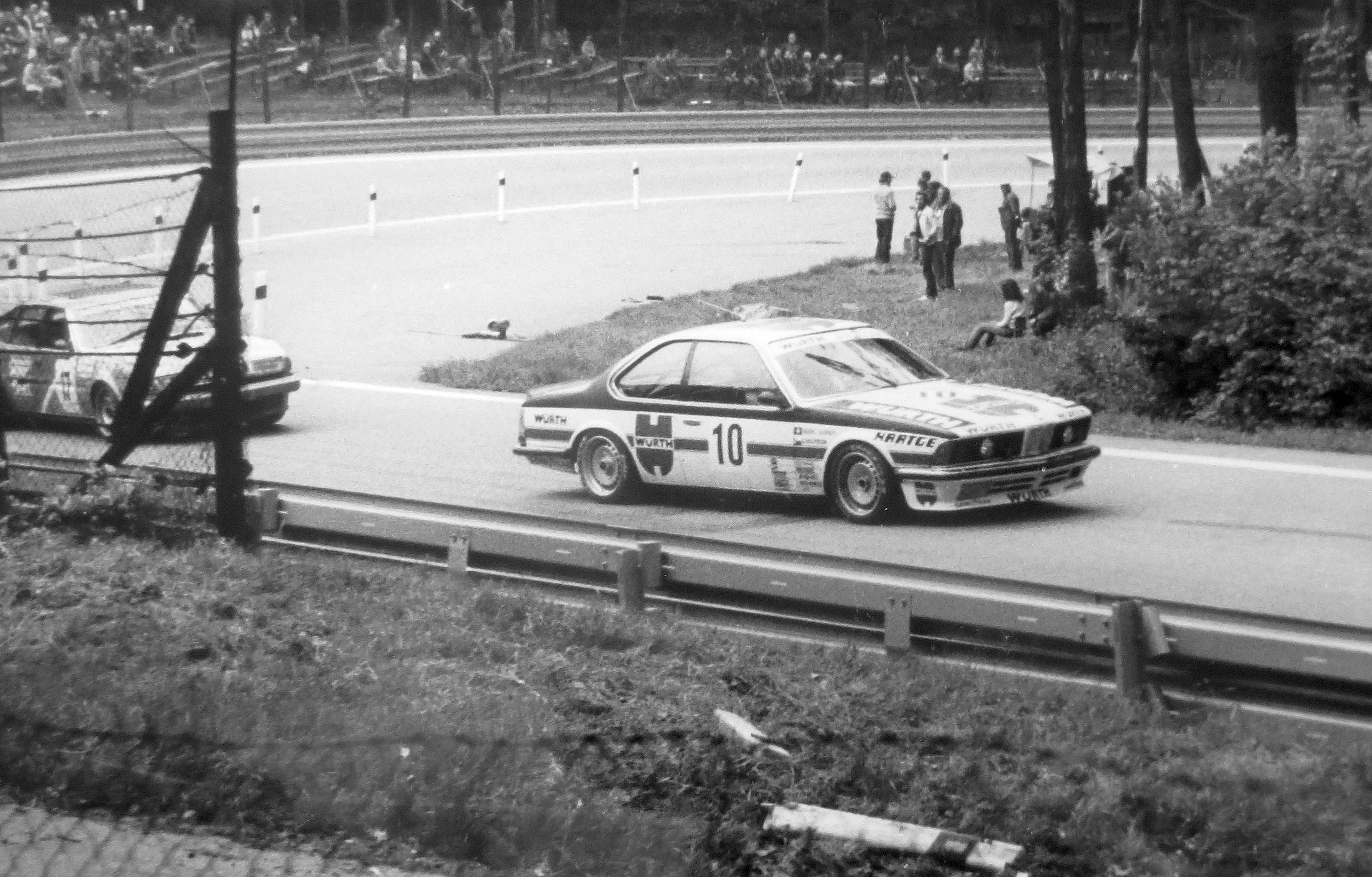
Vojtěch - Surer, BMW 635 CSI, průjezd Farinovou zatáčkou (Brno 1984)

Závod cestovních automobilů se v letech 1968-1969 jel jako součásti Evropského poháru cestovních automobilů (European Touring Car Challenge), v letech 1970-1986 jako součást Mistrovství Evropy cestovních automobilů (ETCC, European Touring Car Championship) a v roce 1987 již na novém okruhu jako součást Mistrovství světa cestovních automobilů (WTCC, World Touring Car Championship).
| Rok  | Pilot                                              | Automobil                   |
| ---- | -------------------------------------------------- | --------------------------- |
| 1968 | Helmut Kelleners, Erwin Kremer                     | Porsche 911 L               |
| 1969 | Dieter Quester                                     | BMW 2002                    |
| 1970 | Toine Hezemans                                     | Alfa Romeo 2000 GTAm        |
| 1971 | Dieter Glemser                                     | Ford Capri RS 2600          |
| 1972 | Dieter Glemser                                     | Ford Capri RS 2600          |
| 1975 | Siegfried Müller Sr, Alain Peltier                 | BMW 3.0 CSL                 |
| 1976 | Umberto Grano, Jean Xhenceval, Pierre Dieudonné    | BMW 3.0 CSL                 |
| 1977 | Carlo Facetti, Martino Finotto                     | BMW 3.0 CSL                 |
| 1978 | Carlo Facetti, Martino Finotto                     | BMW 3.0 CSL                 |
| 1979 | Jean Xhenceval, Pierre Dieudonné, Raymond Van Hove | BMW 3.0 CSL                 |
| 1980 | Helmut Kelleners, Siegfried Müller Jr              | BMW 320                     |
| 1981 | Helmut Kelleners, Umberto Grano                    | BMW 635 CSI                 |
| 1982 | Tom Walkinshaw, Chuck Nicholson                    | Jaguar XJ-S                 |
| 1983 | Tom Walkinshaw, Chuck Nicholson                    | Jaguar XJ-S                 |
| 1984 | Tom Walkinshaw, Hans Heyer                         | Jaguar XJ-S                 |
| 1985 | Ulf Granberg, Anders Olofsson                      | Volvo 240 Turbo             |
| 1986 | Ulf Granberg, Thomas Lindström                     | Volvo 240 Turbo             |
| 1987 | Klaus Ludwig, Klaus Niedzwiedz                     | Ford Sierra RS 500 Cosworth |

### Od 1987 – nový Masarykův okruh
Novou kapitolu v historii brněnského Masarykova okruhu začal psát rok 1987, kdy v červnu zahájil svůj provoz speciální automotodrom o délce 5,394 km, vybudovaný v členitém terénu původních lesů poblíž osady Kývalka na pomezí města Brna a Ostrovačic, vzdálené od boxů starého okruhu sotva deset kilometrů. Projekční vývoj Masarykova okruhu je pevně spjat se jménem inženýra Jaroslava Suchého. V sobotu 18. července 1987 se uskutečnil první závod, kterým byl motocyklový přebor Moravy. Na tuto akci navázalo společné mistrovství republiky motocyklů a automobilů. Na Masarykův okruh se také vrátily závody mistrovství světa silničních motocyklů, které zde od roku 1987 vynechaly pouze jeden ročník (1992).
V roce 1996 byl okruh lehce upraven, přičemž jeho délka se zvýšila na 5,403 km.
Mezi sezónami 2007 a 2008 proběhla kompletní rekonstrukce povrchu trati. Za více než 150 miliónu korun byl zcela odstraněn starý povrch a byl nahrazen novým asfaltem.
V roce 2020 se z důvodu opatření proti pandemii covidu-19 jela Velká cena bez přítomnosti diváků. Byl to zároveň poslední závod Grand Prix České republiky, další ročník se z rozhodnutí vedení města neuskutečnil kvůli sporům s provozovatelem o financování opravy povrchu i samotného závodu, čímž Brno vypadlo z kalendáře mistrovství světa silničních motocyklů.

#### Vítězové Grand Prix Československa motocyklů (1987–1991)
| Rok  | 80 cc             | 125 cc              | 250 cc        | 500 cc         |
| ---- | ----------------- | ------------------- | ------------- | -------------- |
| 1987 | Stefan Dörflinger | Fausto Gresini      | Anton Mang    | Wayne Gardner  |
| 1988 | Jorge Martínez    | Jorge Martínez      | Juan Garriga  | Wayne Gardner  |
| 1989 | Herri Torrontegui | Àlex Crivillé       | Reinhold Roth | Kevin Schwantz |
| 1990 |                   | Hans Spaan          | Carlos Cardús | Wayne Rainey   |
| 1991 |                   | Alessandro Gramigni | Helmut Bradl  | Wayne Rainey   |

#### Vítězové Grand Prix České republiky motocyklů (1993–2025)
| Rok  | 125 cc                | 250 cc           | 500 cc           |
| ---- | --------------------- | ---------------- | ---------------- |
| 1993 | Kazuto Sakata         | Loris Reggiani   | Wayne Rainey     |
| 1994 | Kazuto Sakata         | Max Biaggi       | Michael Doohan   |
| 1995 | Kazuto Sakata         | Max Biaggi       | Luca Cadalora    |
| 1996 | Valentino Rossi       | Max Biaggi       | Àlex Crivillé    |
| 1997 | Noboru Ueda           | Max Biaggi       | Michael Doohan   |
| 1998 | Marco Melandri        | Tecuja Harada    | Max Biaggi       |
| 1999 | Marco Melandri        | Valentino Rossi  | Tadajuki Okada   |
| 2000 | Roberto Locatelli     | Šinja Nakano     | Max Biaggi       |
| 2001 | Toni Elías            | Tecuja Harada    | Valentino Rossi  |
| Rok  | 125 cc                | 250 cc           | MotoGP           |
| 2002 | Lucio Cecchinello     | Marco Melandri   | Max Biaggi       |
| 2003 | Dani Pedrosa          | Randy de Puniet  | Valentino Rossi  |
| 2004 | Jorge Lorenzo         | Sebastián Porto  | Sete Gibernau    |
| 2005 | Thomas Lüthi          | Dani Pedrosa     | Valentino Rossi  |
| 2006 | Alvaro Bautista       | Jorge Lorenzo    | Loris Capirossi  |
| 2007 | Hector Faubel         | Jorge Lorenzo    | Casey Stoner     |
| 2008 | Stefan Bradl          | Alex Debón       | Valentino Rossi  |
| 2009 | Nicolas Terol         | Marco Simoncelli | Valentino Rossi  |
| Rok  | 125 cc                | Moto2            | MotoGP           |
| 2010 | Nicolas Terol         | Toni Elías       | Jorge Lorenzo    |
| 2011 | Sandro Cortese        | Andrea Iannone   | Casey Stoner     |
| Rok  | Moto3                 | Moto2            | MotoGP           |
| 2012 | Jonas Folger          | Marc Márquez     | Dani Pedrosa     |
| 2013 | Luis Salom            | Mika Kallio      | Marc Márquez     |
| 2014 | Alexis Masbou         | Esteve Rabat     | Dani Pedrosa     |
| 2015 | Niccoló Antonelli     | Johann Zarco     | Jorge Lorenzo    |
| 2016 | John McPhee           | Jonas Folger     | Cal Crutchlow    |
| 2017 | Joan Mir              | Thomas Lüthi     | Marc Márquez     |
| 2018 | Fabio Di Giannantonio | Miguel Oliveira  | Andrea Dovizioso |
| 2019 | Aron Canet            | Álex Márquez     | Marc Márquez     |
| 2020 | Denis Foggia          | Enea Bastianini  | Brad Binder      |
| 2025 | Jose Antonio Rueda    | Joe Roberts      | Marc Márquez     |

## Vlastník a provozovatel
Vlastníkem závodního okruhu byl spolek Automotodrom Brno, jehož prezidentem je brněnský podnikatel Karel Abraham. V roce 2011 od spolku okruh odkoupil za 40 milionů Kč. Spolek následně vstoupil do likvidace, když likvidátorem je také Karel Abraham. Abraham okruh pronajímal společnosti Automotodrom Brno, a.s., která je provozovatelem okruhu. V roce 2023 Abraham okruh prodal společnosti SHAKAI s.r.o., kterou ovládá Karel Hubáček, bratranec podnikatele Pavla Hubáčka.
Společnost Automotodrom Brno byla založena v roce 1994. O roku 2023 je jejím jediným akcionářem společnost SHAKAI PROPERTY s.r.o., kterou ovládá také Karel Hubáček. Nejvýznamnějším podnikem, který společnost každoročně zajišťuje, je závod mistrovství světa silničních motocyklů Grand Prix České republiky. K 31.12.2019 byla majoritním akcionářem společnosti společnost A.B.R. HOLDING a.s. s 95 %, 5 % podíl drželo město Brno, v minulosti byl jejím akcionářem také Autoklub České republiky. V roce 2019 měla společnost čistý zisk ve výši 26 mil. Kč, v předchozím roce pak 17 mil. Kč. Majoritním akcionářem společnosti A.B.R. HOLDING byla k 31.12.2019 lichtenštejnská společnost IFL Invest Aktiengesellschaft s 88,55 % podílem, Karel Abraham vlastnil 7,93 % akcií. Ředitelkou společnosti byla v letech 2005 až 2023 Ivana Ulmanová.

## Zajímavosti
- Okruh patřil v rámci seriálu MotoGP k jedněm z nejdelších tratí. V roce 2010 zaujímal třetí místo za malajsijským Sepangem a britským Silverstonem.[37][38]
- 18. srpna 1996 získal Valentino Rossi na Masarykově okruhu své první vítězství kariéry v závodech mistrovství světa (v kubatuře 125cc).[39] O rok později tu také získal svůj první titul mistra světa.
- Trojnásobný mistr světa třídy 500 cc Wayne Rainey zaznamenal při Velké ceně ČR 1993 své poslední vítězství kariéry. V následujícím závodě v Itálii tragicky havaroval, ochrnul a musel ukončit závodní kariéru.[40]
- Grand Prix České republiky (dříve Československa) patří mezi nejtradičnější závody mistrovství světa motocyklů. Celkem se již konalo 43 ročníků (počítáno do roku 2012 včetně), což tento závod řadí na 6. místo historických tabulek. První místa zaujímají Velká cena Itálie (64 ročníků), Nizozemska (64), Německa (61), Španělska (57) a Francie (55).[zdroj?]
- Masarykův okruh hostil rovněž několik nemotoristických událostí – závod na kolečkových běžkách a koloběžkách, v roce 1987 běžecký maratón spojený se závodem vozíčkářů na stejné trati.[41] Po závodní trati se proběhla i psí spřežení.[42]
- Na okruhu se pravidelně koná také seriál cyklistických závodů Velká cena Kola Svorada. I když je určen hlavně amatérům, jako součást tréninku si ho oblíbili i mnozí profesionálové. Oficiální traťový rekord drží z roku 2014 Jan Bárta z týmu Bora-Argon 18 časem 6:49,0.

## Úmrtí na okruhu
Seznam jezdců, kteří zahynuli na brněnském okruhu:
| Jméno jezdce        | Země původu    | Datum úmrtí       | Vozidlo                  | Místo                                   | Další informace |
| ------------------- | -------------- | ----------------- | ------------------------ | --------------------------------------- | --- |
| Josef Brázdil       | Československo | 28. září 1934     | Maserati 6C - 34         | před Ostrovačicemi (od Žebětína)        | nezkušený jezdec havaroval při tréninku s novým automobilem pro závod nejsilnější třídy |
| Václav Uher         | Československo | 22. září 1949     | Maserati 6CM             | začátek Nového Lískovce (od Kohoutovic) | havárie při tréninku, automobil z roku 1939 |
| Jaroslav Janák      | Československo | 25. září 1949     | Aero                     | u startu                                | při startu závodu sportovních vozů objížděl porouchané vozidlo a narazil do něčeho na kraji silnice |
| Hans Baltisberger   | Německo        | 26. srpna 1956    | moto NSU Sportmax 250    | Baltisbergerova zatáčka, pomník         | při závodě třídy do 250 ccm na vlhké silnici v zatáčce smyk, vletěl do lesa, pomník |
| Michel Mouty        | Francie        | 26. srpna 1956    | moto Norton 500          | za Novým Lískovcem                      | při závodě třídy do 500 ccm před zatáčkou „u benzinové pumpy“ náraz do stromu |
| Waldemar Lundberg   | Švédsko        | 23. srpna 1957    | moto AJS 350             | před Žebětínem (od Veselky)             | havárie při tréninku |
| Jacques Drion       | Francie        | 24. srpna 1958    | sidecar s motorem Norton | za Žebětínem (před starou dálnicí)      | řidič sidecaru, pomník |
| Inge Stollová       | Německo        | 24. srpna 1958    | sidecar s motorem Norton | za Žebětínem (před starou dálnicí)      | spolujezdkyně na sidecaru, pomník |
| František Boček     | Československo | 21. července 1969 | moto JAWA 350            | na Veselce                              | havárie na rozteklém asfaltu, zemřel druhý den v nemocnici |
| Luigi Rinaldi       | Itálie         | 21. května 1972   | Alfa Romeo GTAJ 1300     | u startu                                | při tréninku za deště po přejezdu horizontu aquaplaning, hodiny a náraz do startovní věže v rychlosti 180 km/h, při nehodě zemřel i traťový komisař Jaroslav Bartošek, na věži je pamětní deska od italské stáje Autodelta |
| Hans-Jűrgen Cusnick | Německo        | 16. července 1972 | sidecar s motorem BMW    | Nový Lískovec                           | spolujezdec na sidecaru, řidič Heinz Lutringshauser asi nezraněn |
| Alain Beraud        | Francie        | 3. září 1981      | moto Yamaha 250          | u startu                                | zemřel za tři dny v nemocnici |

## Další závody
Toto jsou další významné mezinárodní závodní série, které se na Masarykově okruhu konaly, a seznam vítězů jejich jednotlivých ročníků:

### DTM
| Rok  | 1. závod        | 1. závod                                          |                | 2. závod                 | 2. závod |
| Rok  | Pilot           | Tým (vůz)                                         | Pilot          | Tým (vůz)                |          |
| ---- | --------------- | ------------------------------------------------- | -------------- | ------------------------ | -------- |
| 1991 | Klaus Ludwig    | (Mercedes-Benz 190E 2.5-16 Evo2)                  | Steve Soper    | (BMW M3 Sport Evolution) |          |
| 1992 | Johnny Cecotto  | (BMW M3 Sport Evolution)                          | Johnny Cecotto | (BMW M3 Sport Evolution) |          |
| 2004 | Mattias Ekström | Audi Sport Team Abt Sportsline (Audi A4 DTM 2004) | Nekonal se.    | Nekonal se.              |          |
| 2005 | Mattias Ekström | Audi Sport Team Abt Sportsline (Audi A4 DTM 2005) | Nekonal se.    | Nekonal se.              |          |

### A1GP
| Rok  | 1. závod   | 1. závod    |            | 2. závod    | 2. závod |
| Rok  | Pilot      | Tým         | Pilot      | Tým         |          |
| ---- | ---------- | ----------- | ---------- | ----------- | -------- |
| 2006 | Alex Yoong | Malajsie    | Alex Yoong | Malajsie    |          |
| 2007 | Jonny Reid | Nový Zéland | Jonny Reid | Nový Zéland |          |

### WTCC
| Rok  | 1. závod                      | 1. závod                                   |                   | 2. závod                             | 2. závod |
| Rok  | Pilot                         | Tým (vůz)                                  | Pilot             | Tým (vůz)                            |          |
| ---- | ----------------------------- | ------------------------------------------ | ----------------- | ------------------------------------ | -------- |
| 1987 | Klaus Ludwig Klaus Niedzwiedz | Eggenberger Motorsport (Ford Sierra RS500) | Nekonal se.       | Nekonal se.                          |          |
| 2006 | Jörg Müller                   | BMW Team Germany (BMW 320si)               | Robert Huff       | Chevrolet RML (Chevrolet Lacetti)    |          |
| 2007 | Félix Porteiro                | BMW Team Italy-Spain (BMW 320si)           | Jörg Müller       | BMW Team Germany (BMW 320si)         |          |
| 2008 | Alessandro Zanardi            | BMW Team Italy-Spain (BMW 320si)           | Gabriele Tarquini | SEAT Sport (SEAT León TDI)           |          |
| 2009 | Alessandro Zanardi            | BMW Team Italy-Spain (BMW 320si)           | Sergio Hernandez  | BMW Team Italy-Spain (BMW 320si)     |          |
| 2010 | Robert Huff                   | Chevrolet RML (Chevrolet Cruze LT)         | Andy Priaulx      | BMW Team RBM (BMW 320si)             |          |
| 2011 | Robert Huff                   | Chevrolet RML (Chevrolet Cruze 1.6T)       | Yvan Muller       | Chevrolet RML (Chevrolet Cruze 1.6T) |          |

### FIA GT
| Rok  | Třída | Posádka                                 | Tým (vůz)                                           |      | Třída                                  | Posádka                                        | Tým (vůz) |
| ---- | ----- | --------------------------------------- | --------------------------------------------------- | ---- | -------------------------------------- | ---------------------------------------------- | --------- |
| 2000 | GT    | Mike Hezemans David Hart                | #25 Carsport Holland (Chrysler Viper GTS-R)         | N-GT | Patrice Goueslard Christophe Bouchut   | #52 Larbre Compétition (Porsche 911 GT3-R)     |           |
| 2001 | GT    | Christophe Bouchut Jean-Philippe Beloc  | #7 Larbre Compétition (Chrysler Viper GTS-R)        | N-GT | Luca Riccitelli Dieter Quester         | #77 RWS Motorsport (Porsche 911 GT3-RS)        |           |
| 2002 | GT    | Jamie Campbell-Walter Nicolaus Springer | #14 Lister Storm Racing (Lister Storm)              | N-GT | Marc Lieb Stéphane Ortelli             | #54 Freisinger Motorsport (Porsche 911 GT3-RS) |           |
| 2003 | GT    | Thomas Biagi Matteo Bobbi               | #23 BMS Scuderia Italia (Ferrari 550-GTS Maranello) | N-GT | Marc Lieb Stéphane Ortelli             | #50 Freisinger Motorsport (Porsche 911 GT3-RS) |           |
| 2004 | GT    | Michael Bartels Uwe Alzen               | #5 Vitaphone Racing Team (Saleen S7-R)              | N-GT | Christian Pescatori Fabrizio de Simone | #62 G.P.C. Giesse (Ferrari 360GTC Modena)      |           |
| 2005 | GT1   | Pedro Lamy Gabriele Gardel              | #11 Larbre Compétition (Ferrari 550-GTS Maranello)  | GT2  | Marc Lieb Mike Rockenfeller            | #66 Gruppe M Racing (Porsche 911 GT3-RSR)      |           |
| 2006 | GT1   | Jaroslav Janiš Sascha Bert              | #9 Zakspeed Racing (Saleen S7-R)                    | GT2  | Tim Sugden Iradj Alexander             | #55 JMB Racing (Ferrari F430 GT2)              |           |
| 2007 | GT1   | Christian Montanari Miguel Ramos        | #2 Vitaphone Racing Team (Maserati MC12 GT1)        | GT2  | Dirk Müller Toni Vilander              | #50 Motorola AF Corse (Ferrari F430 GT2)       |           |
| 2008 | GT1   | Karl Wendlinger Ryan Sharp              | #33 Jetalliance Racing (Aston Martin DBR9)          | GT2  | Gianmaria Bruni Toni Vilander          | #50 AF Corse (Ferrari F430 GT2)                |           |
| 2010 | GT1   | Kvalifikační závod                      | Kvalifikační závod                                  | GT1  | Hlavní závod                           | Hlavní závod                                   |           |
| 2010 | GT1   | Andrea Bertolini Michael Bartels        | #1 Vitaphone Racing Team (Maserati MC12 GT1)        | GT1  | Thomas Mutsch Romain Grosjean          | #5 Matech Competition (Ford GT1)               |           |

### Mistrovství světa superbiků(SBK)
| Rok  | Superbike      | Superbike      | Supersport            | Superstock 1000   | Superstock 600       | Supersport 300    |
| Rok  | 1. jízda       | 2. jízda       | Supersport            | Superstock 1000   | Superstock 600       | Supersport 300    |
| ---- | -------------- | -------------- | --------------------- | ----------------- | -------------------- | ----------------- |
| 1993 | Carl Fogarty   | Scott Russell  | Rachel Nicotte *      |                   |                      |                   |
| 1996 | Troy Corser    | Troy Corser    | Mauro Lucchiari *     |                   |                      |                   |
| 2005 | Troy Corser    | Norijuki Haga  | Sébastien Charpentier | Craig Coxhell     | Yoann Tiberio        |                   |
| 2006 | Jukio Kagajama | Jukio Kagajama | Kevin Curtain         | Ayrton Badovini   | Xavier Simeon        |                   |
| 2007 | James Toseland | Max Biaggi     | Kenan Sofuoglu        | Xavier Simeon     | Domenico Colucci     |                   |
| 2008 | Troy Bayliss   | Troy Bayliss   | Jonathan Rea          | Maxime Berger     | Patrik Vostárek      |                   |
| 2009 | Max Biaggi     | Ben Spies      | Fabien Foret          | Xavier Simeon     | Vincent Lonbois      |                   |
| 2010 | Jonathan Rea   | Max Biaggi     | Kenan Sofuoglu        | Ayrton Badovini   | Jeremy Guarnoni      |                   |
| 2011 | Marco Melandri | Max Biaggi     | Gino Rea              | Sylvain Barrier   | Dino Lombardi        |                   |
| 2012 | Marco Melandri | Marco Melandri | Fabien Foret          | Bryan Staring     | Michael van der Mark |                   |
| 2018 | Jonathan Rea   | Alex Lowes     | Jules Cluzel          | Maximilian Scheib |                      | Galang H. Pratama |

* Pouze jako mistrovství Evropy.

### Mistrovství světa sportovních prototypů
Závod 360 km Brna (2 hodiny 30 minut).
| Rok  | Třída | Posádka                          | Tým (vůz)                                   |
| ---- | ----- | -------------------------------- | ------------------------------------------- |
| 1988 | C1    | Jochen Mass Jean-Louis Schlesser | #62 Sauber–Mercedes (Sauber-Mercedes C9/88) |

- Zdroj: [45]